# Thamnobryum schmidii
Thamnobryum schmidii là một loài Rêu trong họ Neckeraceae. Loài này được (Müll. Hal.) R.S. Chopra miêu tả khoa học đầu tiên năm 1977.